# Atopsyche tapanti
Atopsyche tapanti är en nattsländeart som beskrevs av Roger J. Blahnik och Gottschalk 1997. Atopsyche tapanti ingår i släktet Atopsyche och familjen Hydrobiosidae. Inga underarter finns listade i Catalogue of Life.